# 永暑礁虛擬鎮
永暑礁虚拟镇是中华人民共和国海南省三沙市南沙区下辖的一个镇。隶属南沙群岛，原行政区划代码469038，现行政区划代码460322。

## 行政区划
永暑礁虚拟镇下辖永暑礁虚拟社区，由永暑礁居民委员会管辖。